# Kondracka Przełęcz
Kondracka Przełęcz (słow. Kondratovo sedlo) – znajdująca się na wysokości 1725 m przełęcz w północnej grani Kopy Kondrackiej, położona pomiędzy Kopą Kondracką (2005 m) i Giewontem (a dokładniej Kondracką Kopką, ok. 1770 m). Wschodnie stoki spod przełęczy opadają do Piekła w Dolinie Kondratowej, zachodnie do Wyżniego w Dolinie Małej Łąki. Do tej ostatniej doliny ze stoków spod przełęczy opada żleb, który łącząc się ze żlebem opadającym spod Wyżniej Kondrackiej Przełęczy, tworzy Głazisty Żleb. Rejon przełęczy porośnięty jest kosodrzewiną.
Poniżej Kondrackiej Przełęczy w 2005 r. znaleziono bardzo rzadką w Polsce roślinę – jastrzębca śląskiego. Jest to jedyne obecnie znane stanowisko tego gatunku w Polsce.
Kondracka Przełęcz jest podczas letniego sezonu jednym z najbardziej przez turystów zatłoczonych miejsc. Znajduje się na niej skrzyżowanie szlaków turystycznych.

## Szlaki turystyczne
– niebieski z Kuźnic przez Halę Kondratową i przełęcz na szczyt Giewontu.
- Czas przejścia z Kuźnic na przełęcz: 2:35 h, ↓ 1:55 h
- Czas przejścia z przełęczy na Giewont: 30 min, ↓ 20 min

 – żółty z Gronika przez Dolinę Małej Łąki na przełęcz, a z niej grzbietem na Kopę Kondracką.
- Czas przejścia z Gronika na przełęcz: 2:45 h, ↓ 2:05 h
- Czas przejścia z przełęczy na Kopę Kondracką: 45 min, ↓ 30 min.

## Przypisy

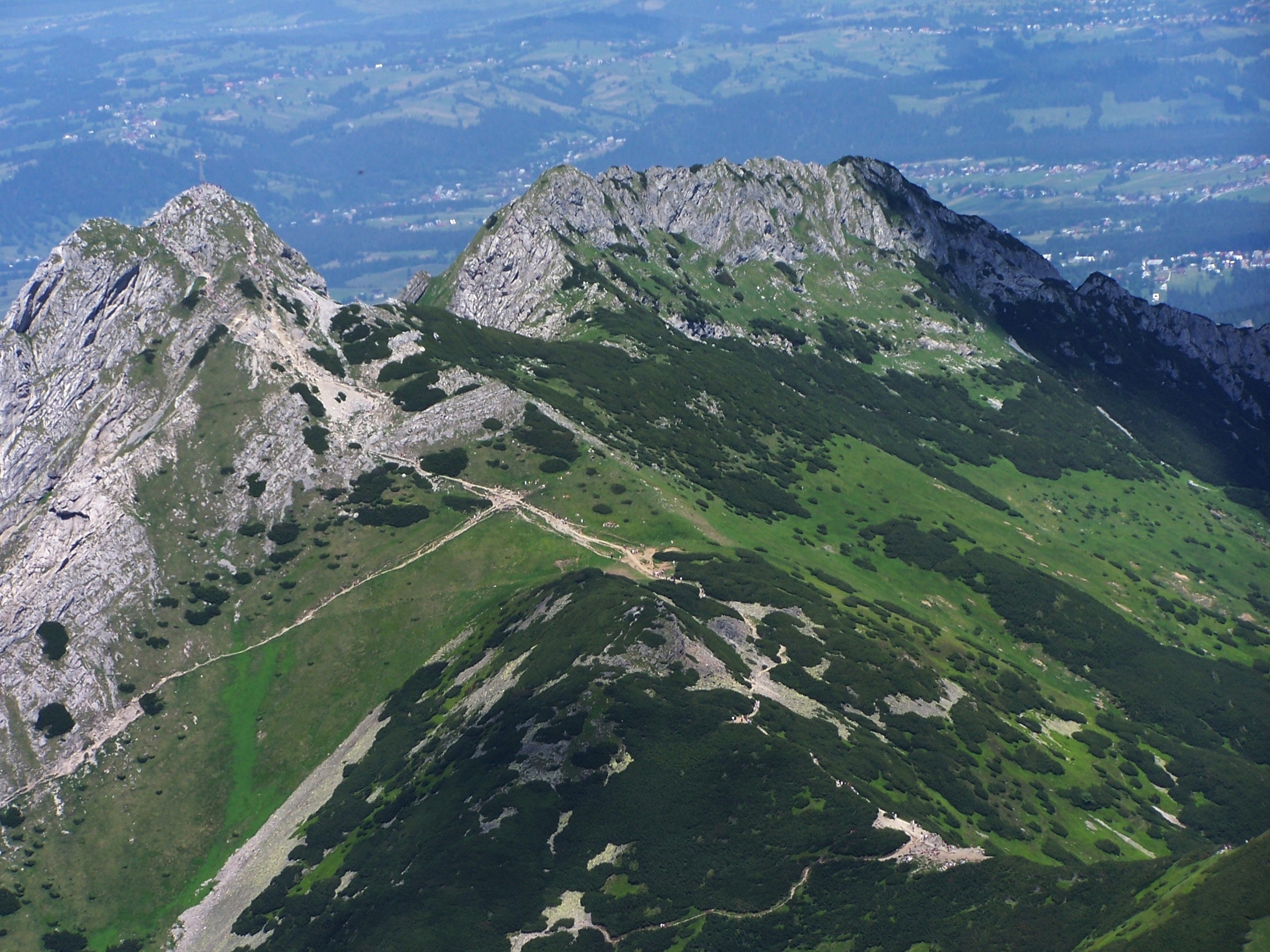
Kondracka Przełęcz przy dolnym, prawym rogu zdjęcia
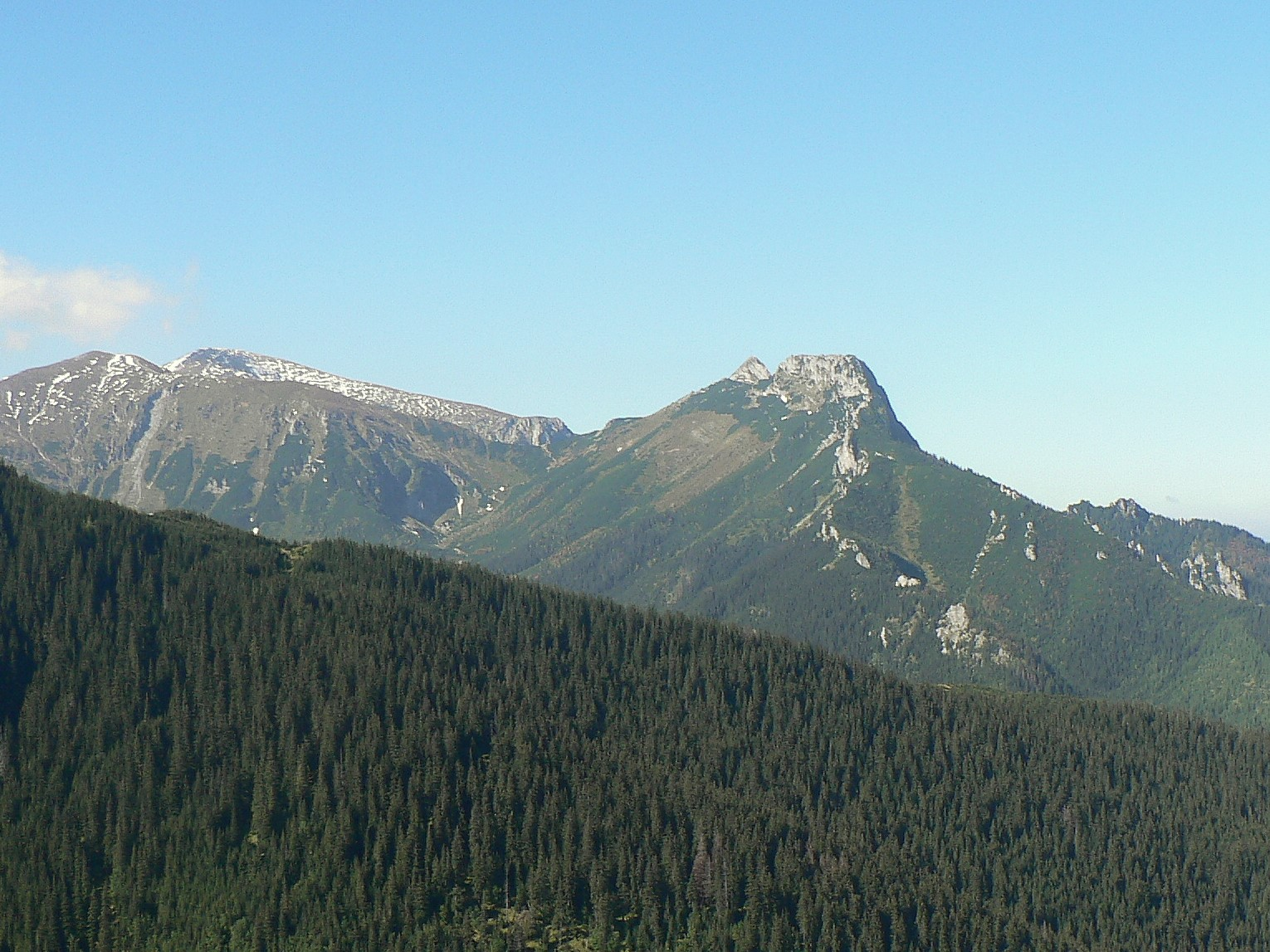
Kondracka Przełęcz widziana ze Skupniowego Upłazu
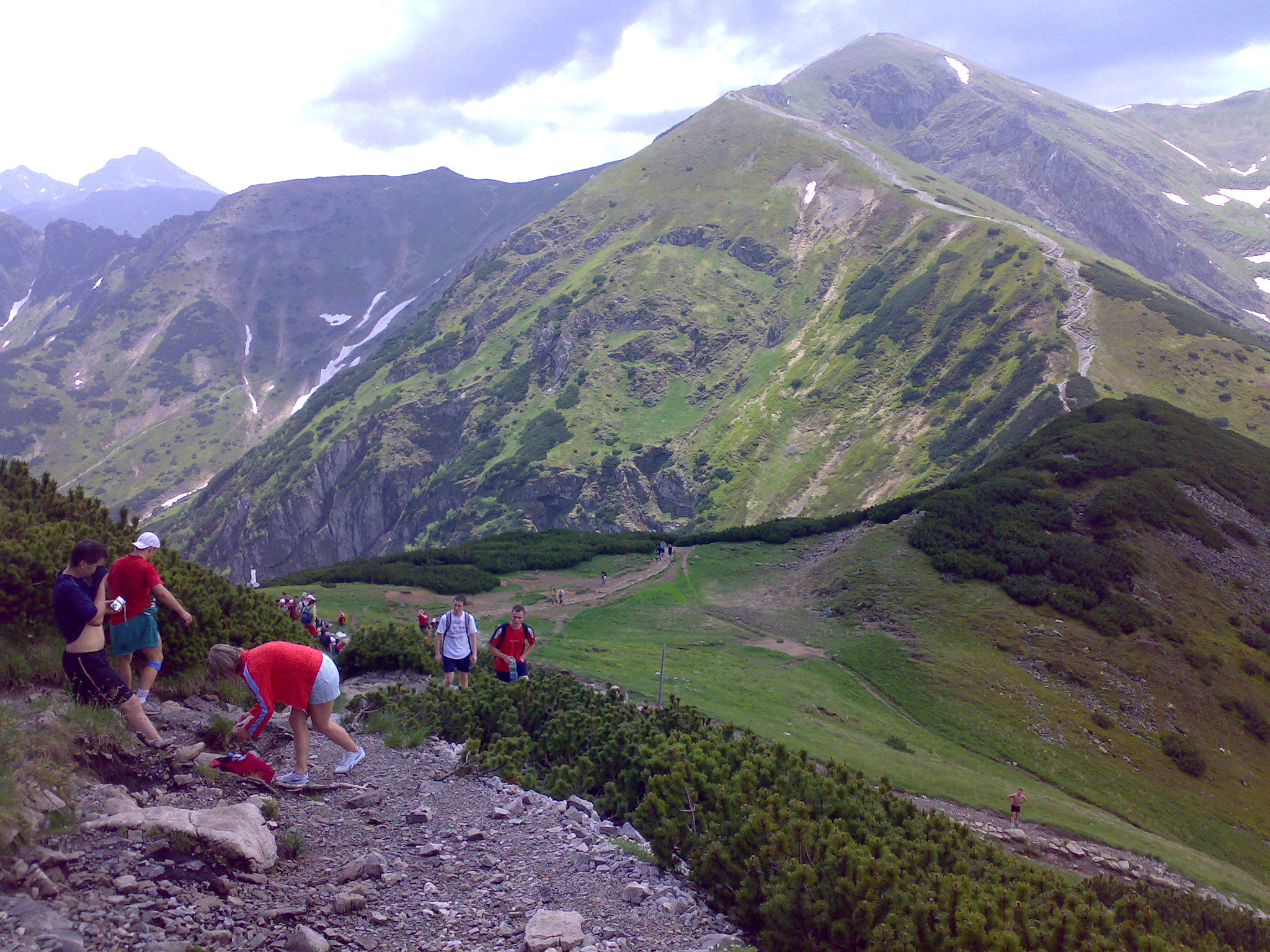
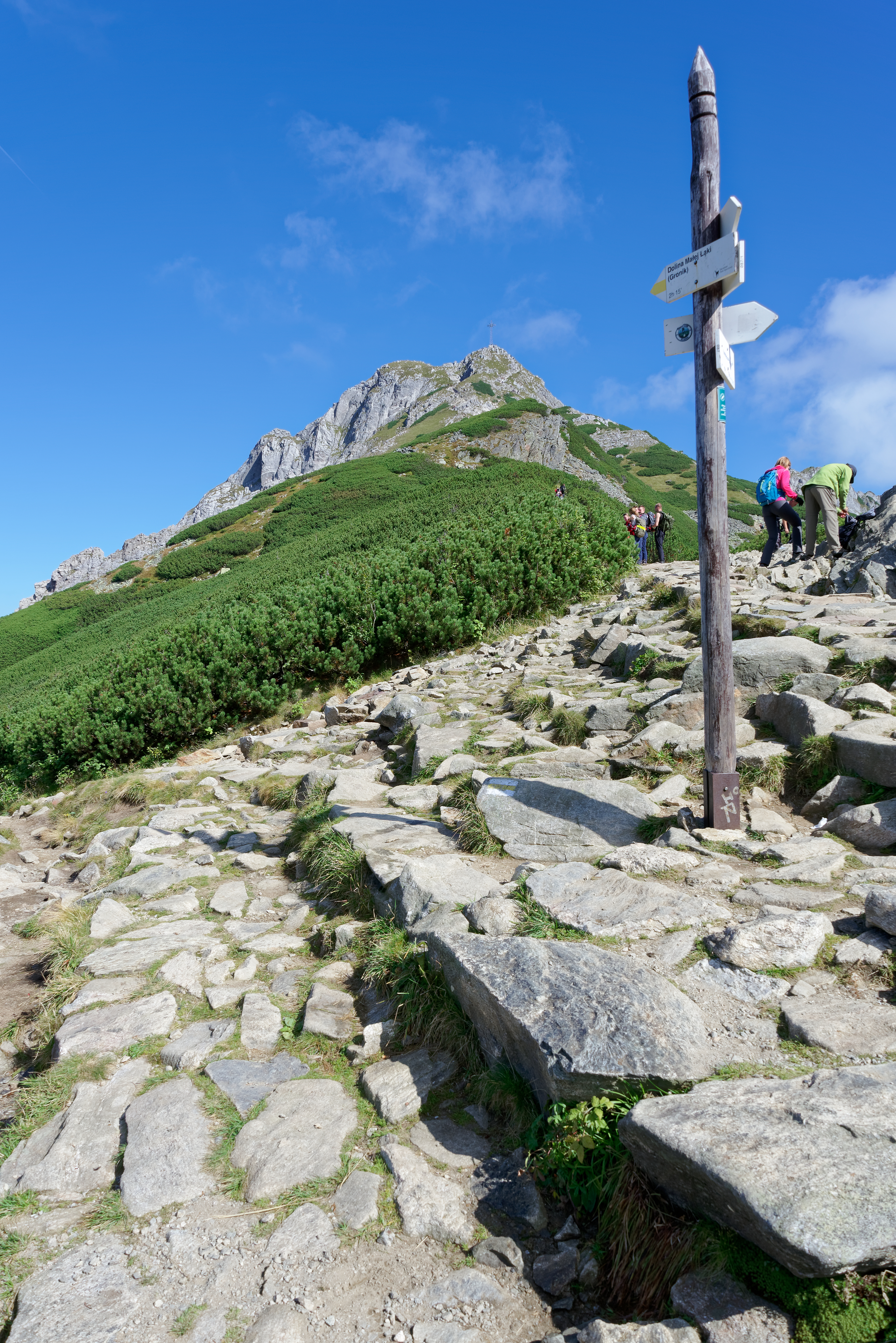